# Robert Graysmith
Robert Graysmith (Pensacola, Flórida, 17 de setembro de 1942) é um escritor de literatura de não-ficção norte-americano, autor de livros sobre assassinos em série como o Assassino do Zodíaco. 
Ele escreveu vários livros tais como: Zodiac (1986, Zodíaco) e The Murder of Bob Crane (1993, O Assassínio de Bob Crane).

## Biografia
Robert Graysmith nasceu em Pensacola, Flórida, em 17 de setembro de 1942, iniciou sua carreira jornalistica no jornal San Francisco Chronicle, exercendo a função de cartunista político.
Graysmith fazia parte do corpo jornalistico do jornal em 1969 quando o assassino auto intitulado Zodíaco passou a aterrorizar a área da baía de San Francisco, cometendo crimes e enviando cartas a polícia. Graysmith ficou fascinado pela névoa misteriosa que envolvia o criminoso, passando a fazer uma investigação particular para tentar descobrir a identidade do famigerado assassino. Suas investigações culminariam na autoria de seu primeiro livro e mais famoso de todos chamado Zodiac, lançado em 1986, ao qual ele aponta que o criminoso por trás da identidade pitoresca do criminoso era um homem chamado Arthur Leigh Allen, o que nunca foi comprovado de fato pelas autoridades policiais, que tinham Allen como um dos suspeitos de ser o assassino. Seu livro se tornou um grande sucesso, chegando ao posto de best-seller.
Depois da publicação de seu primeiro livro, Graysmith seguiu a carreira de autor, focando no gênero de textos policiais não ficcionais.
Robert Graysmith foi interpretado pelo ator Jake Gyllenhaal, no filme Zodiac de 2007, que foi baseado no livro do autor e conta a história do caso que segue sem solução até os dias atuais.

## Obras (seleção)
- Zodiac, 1986
- Zodiac Unmasked: The Identity of American's Most Exclusive Serial Killer
- Unabomber: A Desire to Kill
- The Murder of Bob Crane: Who Killed the Star of Hogan's Heroes, 1993, ISBN 978-0517592090
- The Bell Tower: The Case of Jack the Ripper Finally Solved
- Amerithrax: The Hunt for the Anthrax Killer

## Adaptações
- Zodiac, filme de 2007, dirigido por David Fincher